# Борго ди Дуда (Фиренца)
Борго ди Дуда је насеље у Италији у округу Фиренца, региону Тоскана.
Према процени из 2011. у насељу је живело 16 становника. Насеље се налази на надморској висини од 433 м.